# Mahnmal für die Opfer des Nationalsozialismus in Koblenz

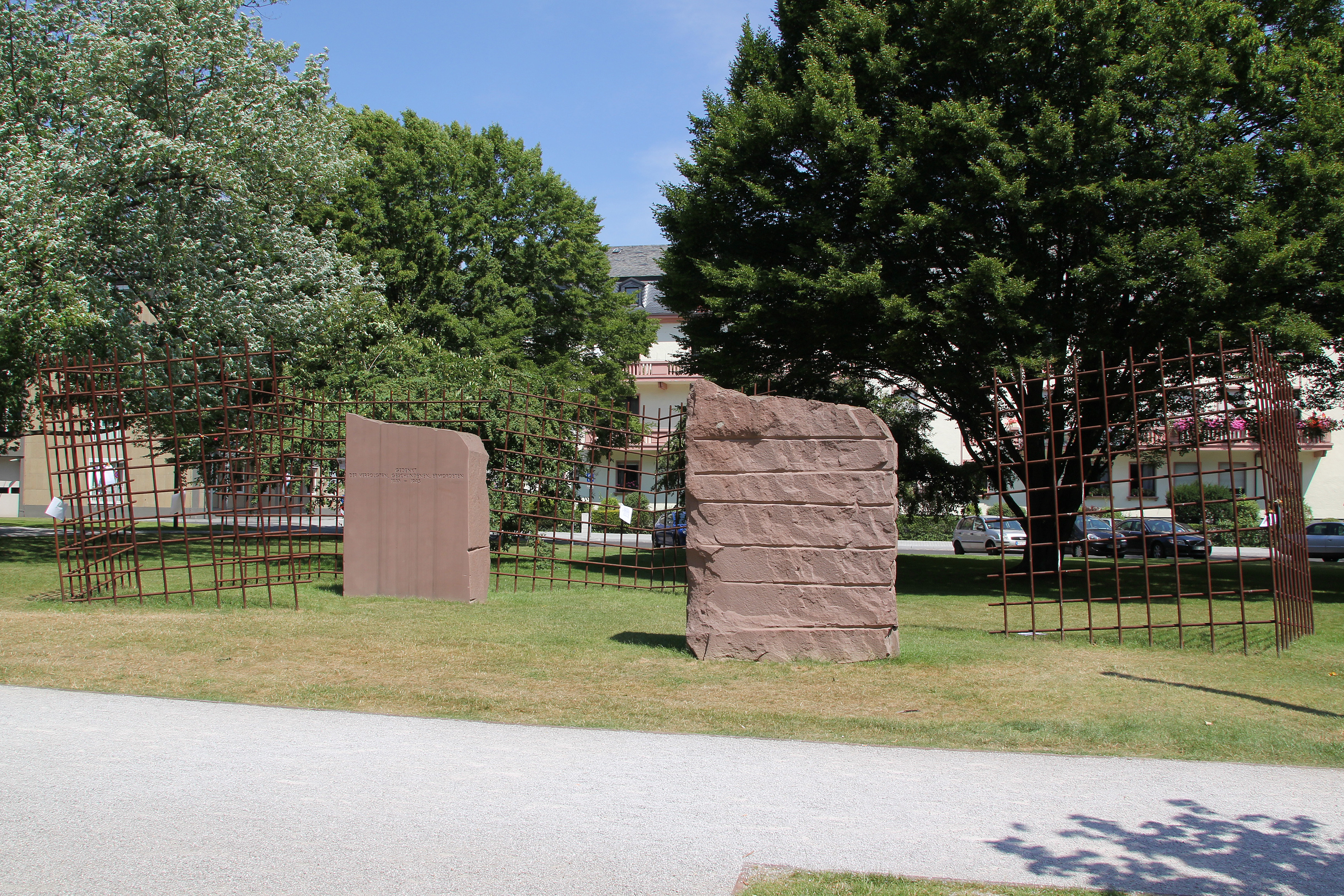
Das Mahnmal für die Opfer des Nationalsozialismus in Koblenz

Das Mahnmal für die Opfer des Nationalsozialismus in Koblenz, kurz Mahnmal Koblenz, soll an die Opfer des Nationalsozialismus der Stadt zwischen 1933 und 1945 erinnern. Gleichzeitig soll es ebenso ein in die Zukunft weisendes Zeichen der Zuversicht symbolisieren.

## Geschichte
Das Mahnmal Koblenz wurde am 23. August 2001 in Anwesenheit des damaligen Oberbürgermeisters Eberhard Schulte-Wissermann, des Vorsitzenden der „Landesarbeitsgemeinschaft der Gedenkstätten und Erinnerungsinitiativen zur NS-Zeit in Rheinland-Pfalz“ Dieter Burgard, des Vorsitzenden des Fördervereins „Mahnmal für die Opfer des Nationalsozialismus in Koblenz e.V.“ Karl-Heinz Grundmann und zahlreichen Ehrengästen des öffentlichen Lebens eingeweiht. Das Mahnmal befindet sich auf dem Reichenspergerplatz gegenüber dem Hauptgebäude des ehemaligen Oberpräsidiums der Rheinprovinz in der Koblenzer Altstadt.
Initiator war der im Sommer 1996 gegründete Förderverein, der sich 1997 erstmals für die Errichtung des Denkmals aussprach und der alljährlich am 27. Januar, dem Tag des Gedenkens an die Opfer des Nationalsozialismus, mit öffentlichen Ausstellungen und Aktionen die Erinnerung wachhält. So unterstützte der Förderverein beispielsweise die erstmalige Verlegung von Stolpersteinen in Koblenz am 27. Januar 2007. Seitdem wurden in neun Verlegeaktionen 100 der Stolpersteine für verfolgte Personen (plus ein allgemeiner Stolperstein) in die Straßen von Koblenz eingelassen, zuletzt am 13. November 2014.

## Bau
Das Mahnmal für die Opfer des Nationalsozialismus in Koblenz wurde von dem Traben-Trarbacher Bildhauer Jürgen Waxweiler geschaffen. Es besteht aus zwei roten Sandsteinblockhälften und vier rostigen Stahlkäfigwinkeln. Jede der beiden aufgeschnittenen Hälften hat eine Größe von 230 × 180 × 80 cm. Auf der Schnittfläche des ersten Steins, dem Oberpräsidium der Rheinprovinz zugewandt, wurde der Text „Gedenkt der Verfolgten, Geschundenen, Ermordeten 1933–1945“ eingemeißelt. Der zweite Stein ist dem Park zugewandt und zeigt den Text der Grundrechtsartikel 1 bis 5. Um die beiden Blockhälften gruppieren sich ungeordnet vier Stahlkäfigwinkel. Der rostige Stahl bildet mit seiner rotbraunen Farbe einen Kontrast zum roten Sandstein und zur grünen Farbe des Rasens. Die Symbolik des Mahnmals soll den Betrachter zum Nachdenken über Freiheit und Unfreiheit anregen.

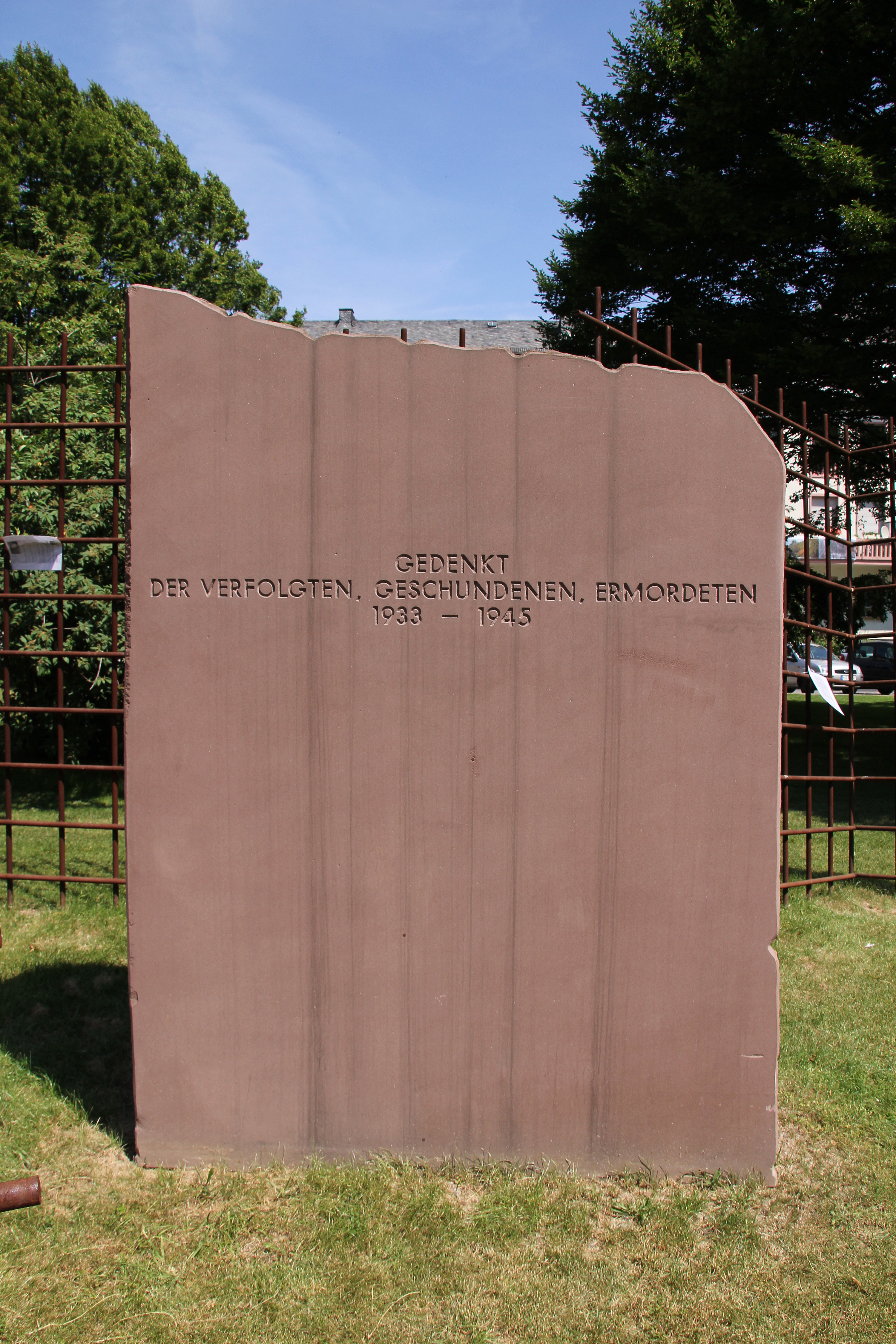
Block mit der Gedenkinschrift
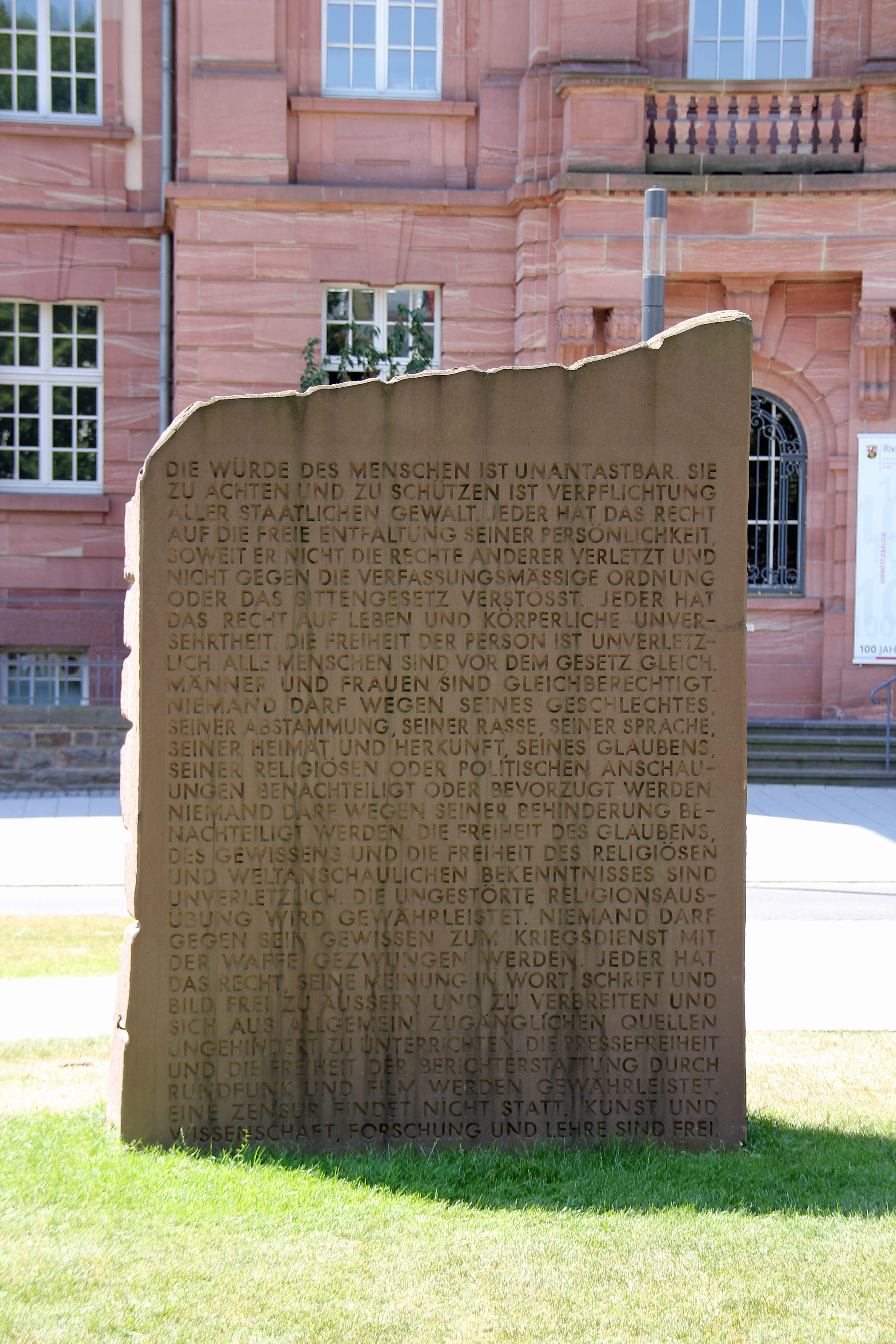
Block mit dem Text der Grundrechtsartikel
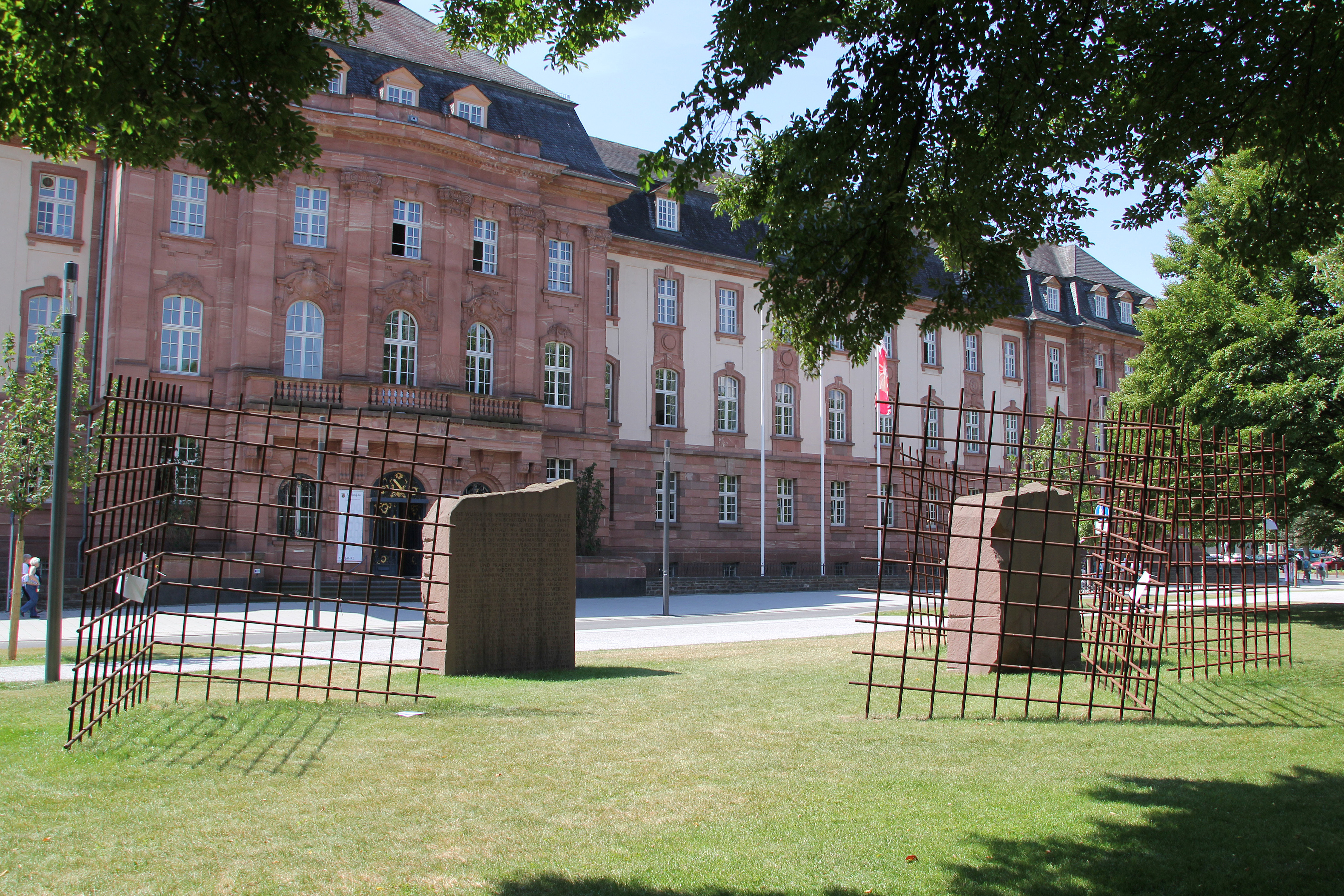
Das Mahnmal mit Sicht auf das ehemalige Oberpräsidium der Rheinprovinz
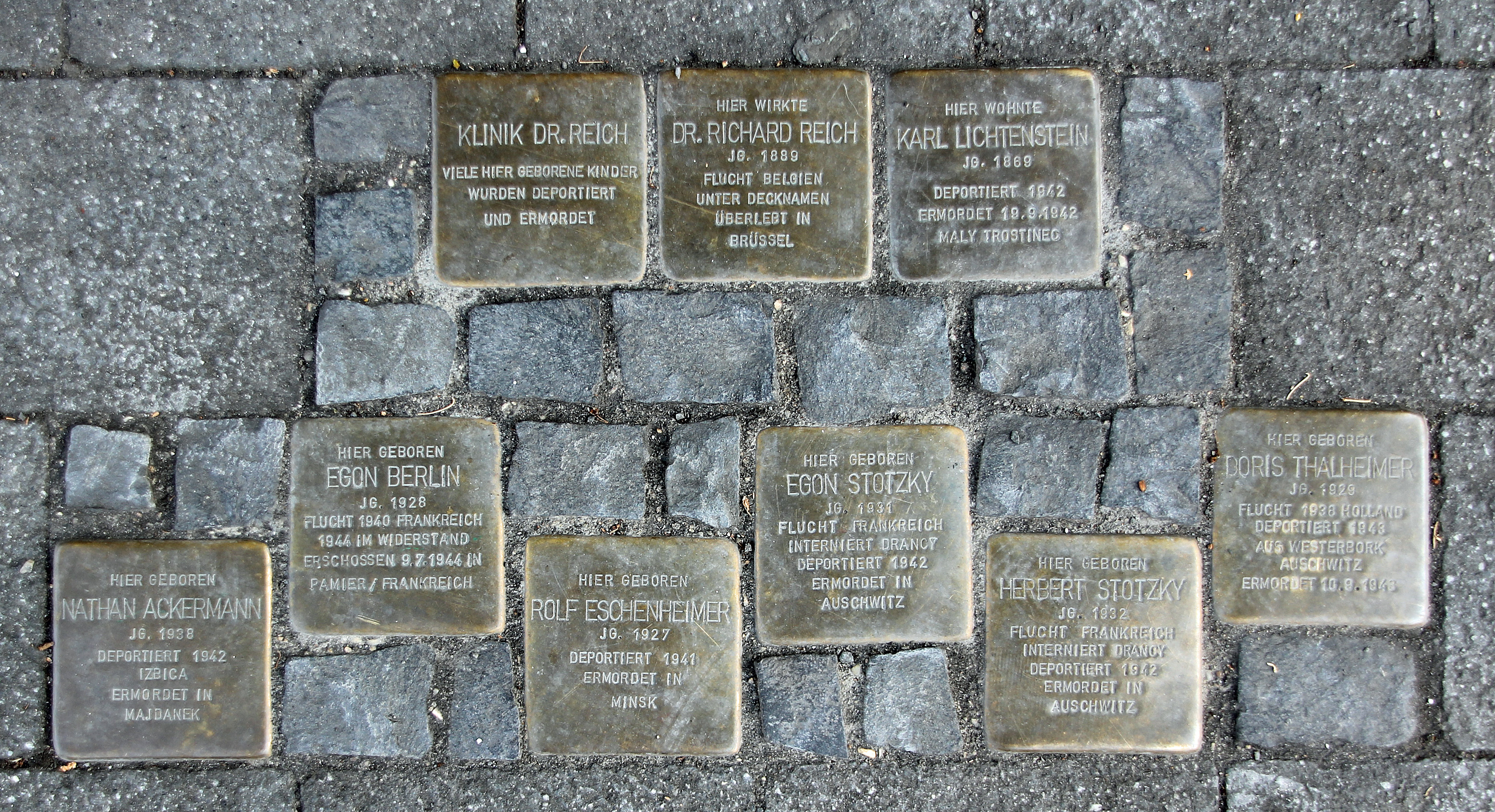
Stolpersteine in Koblenz